# En turecto
En turecto es el segundo álbum en directo (y decimoquinto lanzamiento) del grupo español La Polla Records. El disco es un juego de palabras, aprovechando el cambio de nombre que sufrieron después de 1994, quedando de esta forma, el disco llamado "La Polla en tu recto". También es el segundo álbum en vivo de la banda, ya que el primero fue publicado en 1989 con el título de En directo.
Este disco fue grabado en cuatro recitales realizados en Sala Canciller, en 1997 y repasa la trayectoria de la banda desde Salve hasta Carne para la picadora (exceptuando el álbum Bajo presión, del que no se incluye ninguna canción). Además, sería el último trabajo editado por GOR, ya que al año siguiente pasan a grabar para Maldito Records.

## Canciones
1. "Salve" - 3:44
2. "Mis cojones y yo" - 1:35
3. "Alicia" - 1:35
4. "Lucky Man For You" - 1:10
5. "Balada inculta" - 2:29
6. "Envidia cochina" - 3:19
7. "Come mierda" - 1:46
8. "La solución final" - 3:24
9. "Gol en el campo" - 2:35
10. "Estrella de Rock" - 1:05
11. "El avestruz" - 1:50
12. "Johnny" - 2:31
13. "Txus" - 1:44
14. "La llorona" - 3:29
15. "Ciervos, corzos y gacelas" - 1:50
16. "Tú alucinas" - 1:12
17. "Tan sometido" - 2:43
18. "Los siete enanitos" - 1:30
19. "Carne pa' la picadora" - 2:34
20. "Nuestra alegre juventud" - 1:40
21. "Radio Krimen" - 2:24
22. "Chica Ye-ye" - 2:10
23. "No somos nada" - 1:29
24. "Vuestra maldición" - 1:31
25. "Herpes, talco y tecno-Pop" - 1:09
26. "Sin salida" - 2:40
27. "El congreso de los ratones" - 1:34
28. "Ellos dicen mierda" - 4:27
29. "Iván" - 3:07
30. "Cara al culo" - 2:08

## Personal
Músicos
- Evaristo - Voz líder.
- Txarly - Guitarra solista, coros.
- Sumé - Guitarra rítmica, coros.
- Abel - Bajo.
- Fernandito - Batería.

- Datos: Q5573282